# Paederia taolagnarensis
Paederia taolagnarensis är en måreväxtart som beskrevs av Sylvain G. Razafimandimbison och Charlotte M. Taylor. Paederia taolagnarensis ingår i släktet Paederia och familjen måreväxter. Inga underarter finns listade i Catalogue of Life.